# Eriopyga umbracula
Eriopyga umbracula là một loài bướm đêm trong họ Noctuidae.